# Bonaventura Rehefeld
Bonaventura Rehefeld (* 24. September 1610 in Kitzscher; † 7. Juli 1673 in Schleswig) war ein deutscher lutherischer Theologe.

## Leben
Der Sohn des Pastors in Kitzscher Tobias Rehefeld und dessen Frau Maria, der Tochter des Leipziger Bürgers Alexius Kloz und dessen Frau Dorothea Trübenbach, wurde anfänglich von seinem Vater ausgebildet. Er stammte aus einer sächsischen Pfarrerfamilie, welche aus adligem Geschlecht in Schlesien stammte. Er besuchte ab dem 16. Mai 1624 das Gymnasium in Schulpforta und nahm 1630 ein Studium der Philosophie an der Universität Leipzig auf. Nach Studien bei Philipp Müller und Andreas Corvinus erwarb er am 28. Februar 1636 den akademischen Grad eines Magisters der Philosophie und begann danach ein Studium der Theologie.
Dazu besuchte er die Vorlesungen von David Auerbach, Christian Lange, Johann Höpner und Heinrich Höpfner. Nach absolvierten Studien wurde er 1643 bis 1645 Bremervörder Hofprediger des stiftbremischen Administrators, des dänischen Kronprinzen Friedrich. Nachdem Friedrich von den Schweden aus dem Erzstift gesetzt worden war, wurde Rehefeld am 21. Februar 1646 als Hofprediger bei Friedrichs Vater Christian IV. von Dänemark und Norwegen auf Schloss Glücksburg und als Propst der Herrschaft Pinneberg angestellt. 1649 berief ihn der inzwischen Christian als König nachgefolgte Friedrich III. von Dänemark und Norwegen zum Propst in Haderslev und 1668 wurde er Generalsuperintendent der königlichen Anteile des Herzogtums Schleswig. Von einem Schlaganfall geschwächt, verstarb er schließlich.

## Familie
Aus seiner am 25. Juni 1644 geschlossenen Ehe mit Magdalena, der Tochter des Erbsassen auf Vesta und Kleigodel Julius von Wolfersdorf und dessen Frau Agnes von Bisenroth, gingen zwei Söhne und fünf Töchter hervor:
- Julius Rehefeld († 7. Jahre alt)
- Sophia Elisabeth († vor Vater), verh. mit dem Pastor in Svenning bei Glorup (Fünen), Friedrich Brand
- Catharina Magdalene Rehefeld, verh. mit dem königlich dänisch-norwegischen Probst in Schleswig Johann Krahe
- Amalia Agnes Rehefeld, verh. mit dem Prof. am Gymnasium und Rektor in Odense Nicolaus Andreas Haalsius
- Dorothea Sophia Rehefeld (1650–1678), verh. mit dem Juristen Christian Friedrich Janus
- Cajus Julius Rehefeld, studierte Philosophie
- Dorothea Maria Rehefeld